# Ricardo Rosset
Ricardo Rosset (São Paulo, 1968. július 27. –) brazil autóversenyző, Formula–1-es pilóta volt.

## Pályafutása
1995-ben két versenyt nyert meg a Formula–3000-ben, és második helyen zárta az évet. 1996. március 10-én debütált a Formula–1-ben, ahol 33 nagydíjon vett részt, de csak 26 futamon indult. Világbajnoki pontot nem szerzett. 1996-ban Footwork csapatban Jos Verstappen volt a csapattársa, majd 1997-ben csatlakozott a MasterCard Lolához. 1998-ban a Tyrrell csapatnál versenyzett.

## Eredményei

### Teljes Formula–1-es eredménysorozata
(Táblázat értelmezése)

(Félkövér: pole-pozícióból indult; dőlt: leggyorsabb kört futott) 

| Év   | Csapat          | 1      | 2      | 3      | 4      | 5      | 6      | 7      | 8      | 9      | 10     | 11     | 12     | 13     | 14     | 15     | 16     | 17  | Helyezés | Pont |
| ---- | --------------- | ------ | ------ | ------ | ------ | ------ | ------ | ------ | ------ | ------ | ------ | ------ | ------ | ------ | ------ | ------ | ------ | --- | -------- | ---- |
| 1996 | Footwork        | AUS 9  | BRA Ki | ARG Ki | EUR 11 | SMR Ki | MON Ki | ESP Ki | CAN Ki | FRA 11 | GBR Ki | GER 11 | HUN 8  | BEL 9  | ITA Ki | POR 14 | JPN 13 |     | –        | 0    |
| 1997 | MasterCard Lola | AUS NK | BRA    | ARG    | SMR    | MON    | ESP    | CAN    | FRA    | GBR    | GER    | HUN    | BEL    | ITA    | AUT    | LUX    | JPN    | EUR | –        | 0    |
| 1998 | Tyrrell         | AUS Ki | BRA Ki | ARG 14 | SMR Ki | ESP NK | MON NK | CAN 8  | FRA Ki | GBR Ki | AUT 12 | GER NK | HUN NK | BEL Ni | ITA 12 | LUX Ki | JPN NK |     | –        | 0    |

## Külső hivatkozások
- Pályafutása a grandprix.com honlapon (angolul)
- Profilja a statsf1.com honlapon (angolul)